# Sofia Elisabetta di Brandeburgo
Sofia Elisabetta di Brandeburgo (Halle, 1º febbraio 1616 – Altenburg, 16 marzo 1650) fu una principessa di Brandeburgo per nascita e per matrimonio duchessa di Sassonia-Altenburg.

## Biografia
Sofia Elisabetta era l'unica figlia del margravio Cristiano Guglielmo di Brandeburgo (1587–1665) nata dal suo matrimonio con Dorotea (1596–1643), la figlia del duca Enrico Giulio di Brunswick-Wolfenbüttel. La principessa nacque nel castello di Moritzburg nella Halle, dove suo padre risiedeva in qualità di amministratore dell'arcivescovado di Magdeburgo.
Sposò il 18 settembre 1638 ad Altenburg il duca Federico Guglielmo II di Sassonia-Altenburg (1603–1669). Il matrimonio fu descritto felice tuttavia rimase senza figli. Ella sostenne finanziariamente la costruzione della Chiesa di Friedhof ad Altenburg.
Sofia Elisabetta morì il 16 marzo 1650 e fu sepolta nella cripta ducale della Altenburger Brüderkirche.

## Ascendenza
|                                                          |                                            |                                                     | Genitori                                                   |  |  | Nonni |  |  | Bisnonni                                              |  |  | Trisnonni                                           |  |
|                                                          |                                            |                                                     |                                                            |  |  |       |  |  | 8. Giovanni Giorgio, principe elettore di Brandeburgo |  |  | 16. Gioacchino II, principe elettore di Brandeburgo |  |
|                                                          |                                            |                                                     |                                                            |  |  |       |  |  | 8. Giovanni Giorgio, principe elettore di Brandeburgo |  |  | 16. Gioacchino II, principe elettore di Brandeburgo |  |
|                                                          |                                            | 17. Maddalena di Sassonia                           |                                                            |  |  |       |  |  | 8. Giovanni Giorgio, principe elettore di Brandeburgo |  |  |                                                     |  |
| 4. Gioacchino Federico, principe elettore di Brandeburgo |                                            |                                                     |                                                            |  |  |       |  |  | 8. Giovanni Giorgio, principe elettore di Brandeburgo |  |  |                                                     |  |
|                                                          |                                            | 9. Sofia di Legnica                                 | 18. Federico II, duca di Legnica, Brieg e Wohlau           |  |  |       |  |  |                                                       |  |  |                                                     |  |
|                                                          |                                            | 9. Sofia di Legnica                                 | 18. Federico II, duca di Legnica, Brieg e Wohlau           |  |  |       |  |  |                                                       |  |  |                                                     |  |
|                                                          |                                            | 9. Sofia di Legnica                                 | 19. Sofia di Brandeburgo-Ansbach                           |  |  |       |  |  |                                                       |  |  |                                                     |  |
| 2. Cristiano Guglielmo di Brandeburgo                    |                                            | 9. Sofia di Legnica                                 |                                                            |  |  |       |  |  |                                                       |  |  |                                                     |  |
|                                                          |                                            | 10. Giovanni, margravio di Brandeburgo-Küstrin      | 20. Gioacchino I, principe elettore di Brandeburgo         |  |  |       |  |  |                                                       |  |  |                                                     |  |
|                                                          |                                            | 10. Giovanni, margravio di Brandeburgo-Küstrin      | 20. Gioacchino I, principe elettore di Brandeburgo         |  |  |       |  |  |                                                       |  |  |                                                     |  |
|                                                          |                                            | 10. Giovanni, margravio di Brandeburgo-Küstrin      | 21. Elisabetta di Danimarca                                |  |  |       |  |  |                                                       |  |  |                                                     |  |
| 5. Caterina di Brandeburgo-Küstrin                       |                                            | 10. Giovanni, margravio di Brandeburgo-Küstrin      |                                                            |  |  |       |  |  |                                                       |  |  |                                                     |  |
|                                                          |                                            | 11. Caterina di Brunswick-Wolfenbüttel              | 22. Enrico V, duca di Brunswick-Wolfenbüttel               |  |  |       |  |  |                                                       |  |  |                                                     |  |
|                                                          |                                            | 11. Caterina di Brunswick-Wolfenbüttel              | 22. Enrico V, duca di Brunswick-Wolfenbüttel               |  |  |       |  |  |                                                       |  |  |                                                     |  |
|                                                          |                                            | 11. Caterina di Brunswick-Wolfenbüttel              | 23. Maria di Württemberg-Mömpelgard                        |  |  |       |  |  |                                                       |  |  |                                                     |  |
| 1. Sofia Elisabetta di Brandeburgo                       |                                            | 11. Caterina di Brunswick-Wolfenbüttel              |                                                            |  |  |       |  |  |                                                       |  |  |                                                     |  |
|                                                          | 12. Giulio, duca di Brunswick-Wolfenbüttel | 24. Enrico V, duca di Brunswick-Wolfenbüttel (= 22) |                                                            |  |  |       |  |  |                                                       |  |  |                                                     |  |
|                                                          | 12. Giulio, duca di Brunswick-Wolfenbüttel | 24. Enrico V, duca di Brunswick-Wolfenbüttel (= 22) |                                                            |  |  |       |  |  |                                                       |  |  |                                                     |  |
|                                                          | 12. Giulio, duca di Brunswick-Wolfenbüttel | 25. Maria di Württemberg-Mömpelgard (= 23)          |                                                            |  |  |       |  |  |                                                       |  |  |                                                     |  |
| 6. Enrico Giulio, duca di Brunswick-Wolfenbüttel         | 12. Giulio, duca di Brunswick-Wolfenbüttel |                                                     |                                                            |  |  |       |  |  |                                                       |  |  |                                                     |  |
|                                                          |                                            | 13. Edvige di Brandeburgo                           | 26. Gioacchino II, principe elettore di Brandeburgo (= 16) |  |  |       |  |  |                                                       |  |  |                                                     |  |
|                                                          |                                            | 13. Edvige di Brandeburgo                           | 26. Gioacchino II, principe elettore di Brandeburgo (= 16) |  |  |       |  |  |                                                       |  |  |                                                     |  |
|                                                          |                                            | 13. Edvige di Brandeburgo                           | 27. Edvige di Polonia                                      |  |  |       |  |  |                                                       |  |  |                                                     |  |
| 3. Dorotea di Brunswick-Wolfenbüttel                     |                                            | 13. Edvige di Brandeburgo                           |                                                            |  |  |       |  |  |                                                       |  |  |                                                     |  |
|                                                          |                                            | 14. Federico II, re di Danimarca                    | 28. Cristiano III, re di Danimarca                         |  |  |       |  |  |                                                       |  |  |                                                     |  |
|                                                          |                                            | 14. Federico II, re di Danimarca                    | 28. Cristiano III, re di Danimarca                         |  |  |       |  |  |                                                       |  |  |                                                     |  |
|                                                          |                                            | 14. Federico II, re di Danimarca                    | 29. Dorotea di Sassonia-Lauenburg                          |  |  |       |  |  |                                                       |  |  |                                                     |  |
| 7. Elisabetta di Danimarca                               |                                            | 14. Federico II, re di Danimarca                    |                                                            |  |  |       |  |  |                                                       |  |  |                                                     |  |
|                                                          |                                            | 15. Sofia di Meclemburgo-Güstrow                    | 30. Ulrico III, duca di Meclemburgo-Güstrow                |  |  |       |  |  |                                                       |  |  |                                                     |  |
|                                                          |                                            | 15. Sofia di Meclemburgo-Güstrow                    | 30. Ulrico III, duca di Meclemburgo-Güstrow                |  |  |       |  |  |                                                       |  |  |                                                     |  |
|                                                          |                                            | 15. Sofia di Meclemburgo-Güstrow                    | 31. Elisabetta di Danimarca                                |  |  |       |  |  |                                                       |  |  |                                                     |  |
|                                                          |                                            | 15. Sofia di Meclemburgo-Güstrow                    |                                                            |  |  |       |  |  |                                                       |  |  |                                                     |  |